# حكيم باي
بيتر لامبورن ويلسون (يعرف باسم حكيم باي) هو كاتب سياسي أميركي، وشاعر، يعرف بمفهومه عن الشبكة المستقلة ذاتيا، الذي تجلى في قراءته التاريخية ل«يوتوبيا القراصنة». حكيم باي هو لاسلطوي تجمع أفكاره بين لاسلطوية ما بعد اليسار واللاسلطوية الفردية.

## الحياة والعمل
بعد دراسته باي في جامعة كولومبيا، تنقل بكثافة في الشرق الأوسط، أفغانستان، باكستان، الهند، ونيبال.
درس في تانترا في غرب البنغال وزار العديد من المقامات الصوفية.
في 1971 قام ببحث عن «نعمة الله» ودعم من قبل جمعية مارسدن في نيويورك. وكان هذا البحث أساس كتاب باي «ملوك الحب».
بين 1974 و1975 كان مستشارا في لندن وطهران لصالح «عالم المهرجان الإسلامي». في 1974 أصبح موجها لمنشورات اللغة الإنكليزية في الأكاديمية الإيرانية للفلسفة في طهران باشراف السيد حسين نصر، وراجع ونشر كتبا لنصر، وهنري كوبين وآخرين. كما كان محررا للصحيفة الرسمية للأكاديمية.
خلال الثورة الإيرانية غادر إيران. في 1980 دمج أفكارا مختلفة بين اللاسلطوية، والأفكار الحالية، مع الصوفية والوثنية الجديدة، مقدما تلك الأفكار تحت اسم «علم الوجود اللاسلطوي».
كتب بايس كذلك عن التقاليد الطاوية، وعن الفاشية، ودرس العلاقة بين الصوفية والثقافة الكلتية، كما كتب عن التكنولوجيا ومناهضة التكنولوجيا. كما أصدر رواية واحدة تحت عنوان «يوميات قمر».
تأثر باي بالثقافات الفرعية ويظهر هذا في مفهومه عن الشبكات المستقلة ذاتيا التي عرفها على أنها أحزاب حرة.

## النقد
في كتاب «اللاسلطوية الاجتماعية أو اللاسلطوية الحياتية»، يضع موراي بوكتشين أعمال باي في ما يسمى اللاسلطوية الحياتية، وينتقد نزوعها نحو التصوف، الغيب، واللاعقلانية.

## أعماله
- العلم والتكنولوجيا في الإسلام
- الأساليب التقليدية للتمعن والعمل
- ملوك الحب: الشعر والتاريخ النظام الصوفي لنعمة الله في إيران
- مواضيع في الهرطقة الإسلامية
- الشبكة المستقلة المؤقتة، علم الوجود اللاسلطوي، والإرهاب الشعري
- الكون: مرآة لذاتك
- ضلالة بلا غاية
- يوتوبيا القراصنة

## وصلات خارجية
- حكيم باي على موقع ميوزك برينز (الإنجليزية)
- حكيم باي على موقع ميوزك برينز (الإنجليزية)
- حكيم باي على موقع إن إن دي بي (الإنجليزية)
- حكيم باي على موقع ديسكوغز (الإنجليزية)